# 제2터미널대로
제2터미널대로는 인천광역시 중구 운서동 용유 나들목과 인천국제공항 제2여객터미널을 잇는 인천광역시의 도로이다.
인천국제공항 제2여객터미널의 완공과 함께 고속화 및 입체화 개량된 영종해안북로 용유 나들목 ~ 공항입구 분기점 구간과 함께 인천국제공항 제2여객터미널 진입 도로라는 이름으로 신설된 도로이다. 이 도로는 고속도로에 가까운 시설을 갖추고 있는데, 시선유도 도색의 중앙분리대와 출구 중심(한길체) 신형 표지판이 전구간 설치되었다. 도로 측면에 누적거리표도 설치되어 있다.

## 연혁
- 2018년 3월 13일 : 기존 공항서로512번길을 제2터미널대로로 명명[1]

## 주요 경유지
인천광역시
- 중구 운서동

## 노선
| 종류                | 이름                       | 접속 노선               | 소재지              | 소재지              | 비고                |
| 영종해안북로와 직결 | 영종해안북로와 직결        | 영종해안북로와 직결     | 영종해안북로와 직결 | 영종해안북로와 직결 | 영종해안북로와 직결 |
| ------------------- | -------------------------- | ----------------------- | ------------------- | ------------------- | ------------------- |
| IC                  | 용유 나들목                | 영종해안북로            | 인천광역시          | 중구                |                     |
| IC                  | 제3국제업무단지 나들목     | 공항연결로 영종해안북로 | 인천광역시          | 중구                |                     |
| IC                  | 제2국제업무단지 나들목     |                         | 인천광역시          | 중구                |                     |
| -                   | 인천국제공항 제2여객터미널 |                         | 인천광역시          | 중구                | 회차                |